# Džedkare
Džedkare, rodným jménem Isesi, byl v letech 2365–2322 př. n. l. předposlední faraon egyptské 5. dynastie.

## Rodina

### Rodiče
Jeho rodiče jsou sporní. Mohl být synem Menkauhora nebo jeho bratrem, anebo oba mohli být Niuserreovi synové. Mohli být také bratranci, jejichž otcové by byli Niuserre a Raneferef.

### Manželka
Jméno jeho manželky bylo Setibhor. Její veliká pyramida se nachází v Sakkáře na severovýchod od té Džedkareovy. Její pyramida může naznačovat, že byla matkou budoucího krále Venise, anebo že umožnila Džedkareovi nástup na trůn. Její vysoká hodnost je doložena tím, že její pyramida má vlastní pohřební komplex. Existují i teorie, že po Džedkareově smrti vládla, ačkoliv pro to není dostatek důkazů.
Současný rakouský egyptolog Wilfried Seipel se domnívá, že Setibhořina pyramida byla původně stavěna pro jinou Džedkareovu manželku, a sice Meresanch IV., ale ta byla pohřbena v jiné hrobce. Královna Meresanch IV. mohla být alternativně manželkou faraona Menkauhora.

### Potomci

#### Synové
Jeho jediným jistým synem je Neserkauhor, dalšími syny mohli být Raemka a Kaemtšenent. Tento předpoklad je založen na pozici jejich hrobek. Dalším synem mohl být Isesi-anch, protože jeho jméno znamená „Isesi žije“.
Předpokládá se, že jeho nástupce Venis byl také jeho synem, neboť Venisův nástup na trůn byl hladký.

#### Dcery
Jeho dcerou mohla být Chekeretnebti, mezi jejíž tituly patřilo „Milovaná Isesim“. Dále mohly být jeho dcerami Meret-Isesi, Hedžetnebu a Nebtyemneferes.
Méně jisté je, zda byla jeho dcerou žena jménem Chentkaus. Byla manželkou vezíra Senedžemib Mehiho a nesla titul dcery krále, ale je možné, že tento titul měl pouze vyjádřit její vysoké postavení.

## Vláda
Džedkare vládl přibližně 28–44 let. Sídlil v Mennoferu, jeho vezírem, tj. nejvyšším hodnostářem, ale i nejvyšším soudcem a správcem všech královských staveb byl Ptahhotep, autor proslulého literárního díla Naučení, mimochodem nejstaršího v úplnosti dochovaného. Podle dochovaných nápisů je zřejmé, že Džedkare posílal ozbrojené výpravy na poloostrov Sinaj, kde jejich cílem byly hlavně doly, ve kterých se těžily tyrkys, měď a malachit. Dále vojensky chránil těžbu v lomech ve Vádí Hammámatu. Všem těmto výpravám velel hodnostář s přiléhavým titulem „pokladník krále“. Džedkare také těžil diorit severozápadně od Abú Simbelu. Vyslal i výpravu do Puntu a měl diplomatické styky s městem Byblos, egyptským obchodním partnerem. Centrální moc se snažil upevnit zřízením úřadu „správce Jihu“ se sídlem v Abydosu, který spravoval Horní Egypt, i jinými administrativními reformami. Zdá se, že Džedkare, ačkoli měl ve svém jméně jméno boha Rea, jeho kult příliš nepodporoval. Na rozdíl od šesti svých předchůdců byl prvním panovníkem 5. dynastie, který nedal Reovi vybudovat žádný sluneční chrám. To souviselo s tím, že místo slunečního kultu se stále více prosazovalo uctívání boha Usira, jehož kult pocházel z východní části nilské delty.

## Významní Džedkareovi hodnostáři
- Ptahhotep – vezír[12][13]
- Kagemni – úředník, vezír za faraona Tetiho[16]
- Senedžemib Inti.
- Sešemnefer III.

## Králova hrobka

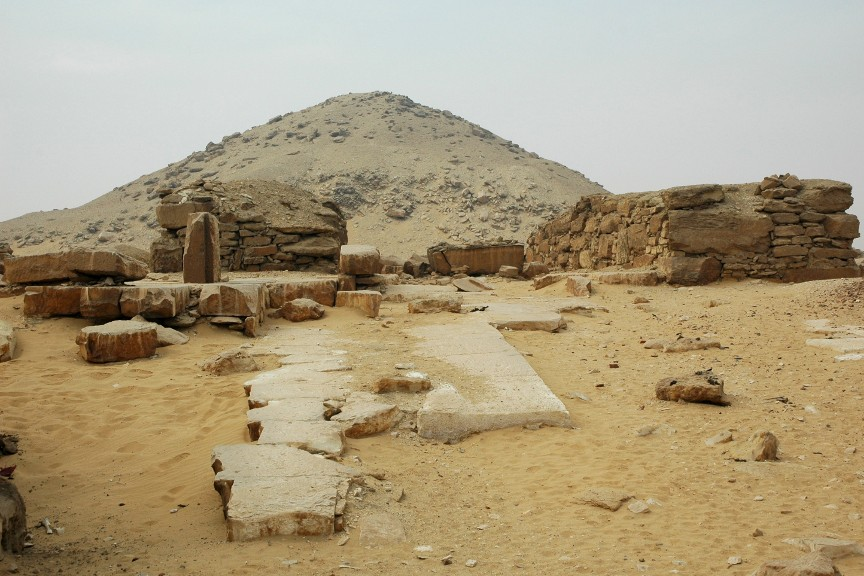
Pyramida Djedkare-Isesi s částí slunečního chrámu

Džedkare si svoji pyramidu nechal postavit na pohřebišti v jižní Sakkáře. Dnes z ní však zbyly pouze trosky. Že patřila Džedkareovi archeologové zjistili teprve v roce 1945. Rozměry její základny jsou odhadnuty na 86×86 metrů, její výška je však neznámá. Podle Jaromíra Málka měla však pyramida tyto poměrně skromné rozměry: základnu 78,5×78,5 m a výšku 52,5 m. V samotné pohřební komoře pyramidy byl nalezen rozbitý sarkofág a v něm zbytky mumie, zda se jedná o mumii Džedkarea, však není známo. Místní obyvatelé ji nazývají „Strážní pyramida“, připomíná totiž trosky strážního hradu. V blízkosti pyramidy byly objeveny i trosky zádušního chrámu, který měl neobyčejně velké rozměry. Někteří členové jeho rodiny (asi vedlejší větev) však byli pohřbeni v Abúsíru, na dosavadním královském hřbitově. To se však netýká jeho manželky, jejíž pyramidový komplex (mimochodem největší, jaký byl v době Staré říše postaven pro královnu) byl součástí panovníkova areálu. Z toho lze usuzovat, že Džedkareovo panování nebylo úplně legitimní a kontinuitu tak patrně zajišťovala tato královna.